# Цемент

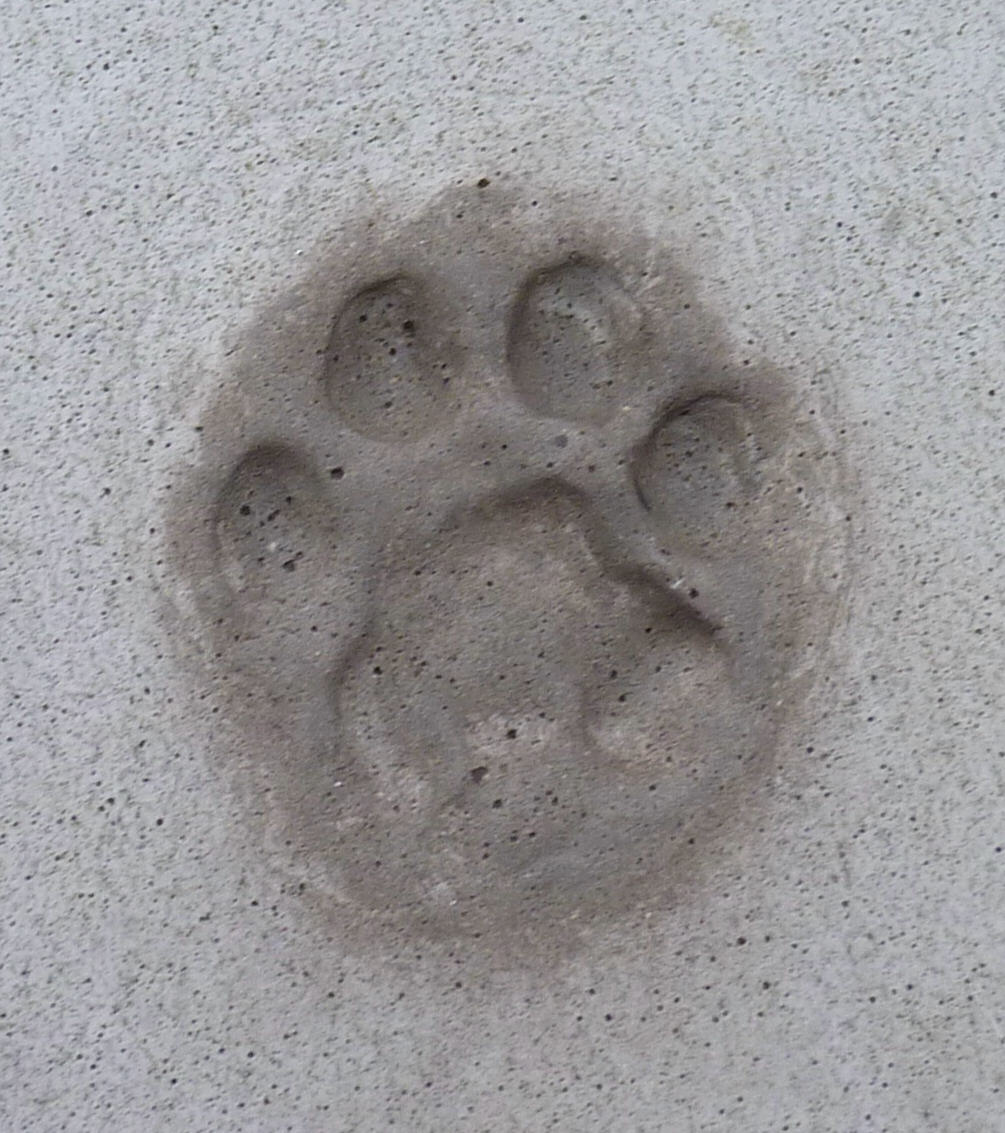
Слід левової лапи в цементному розчині

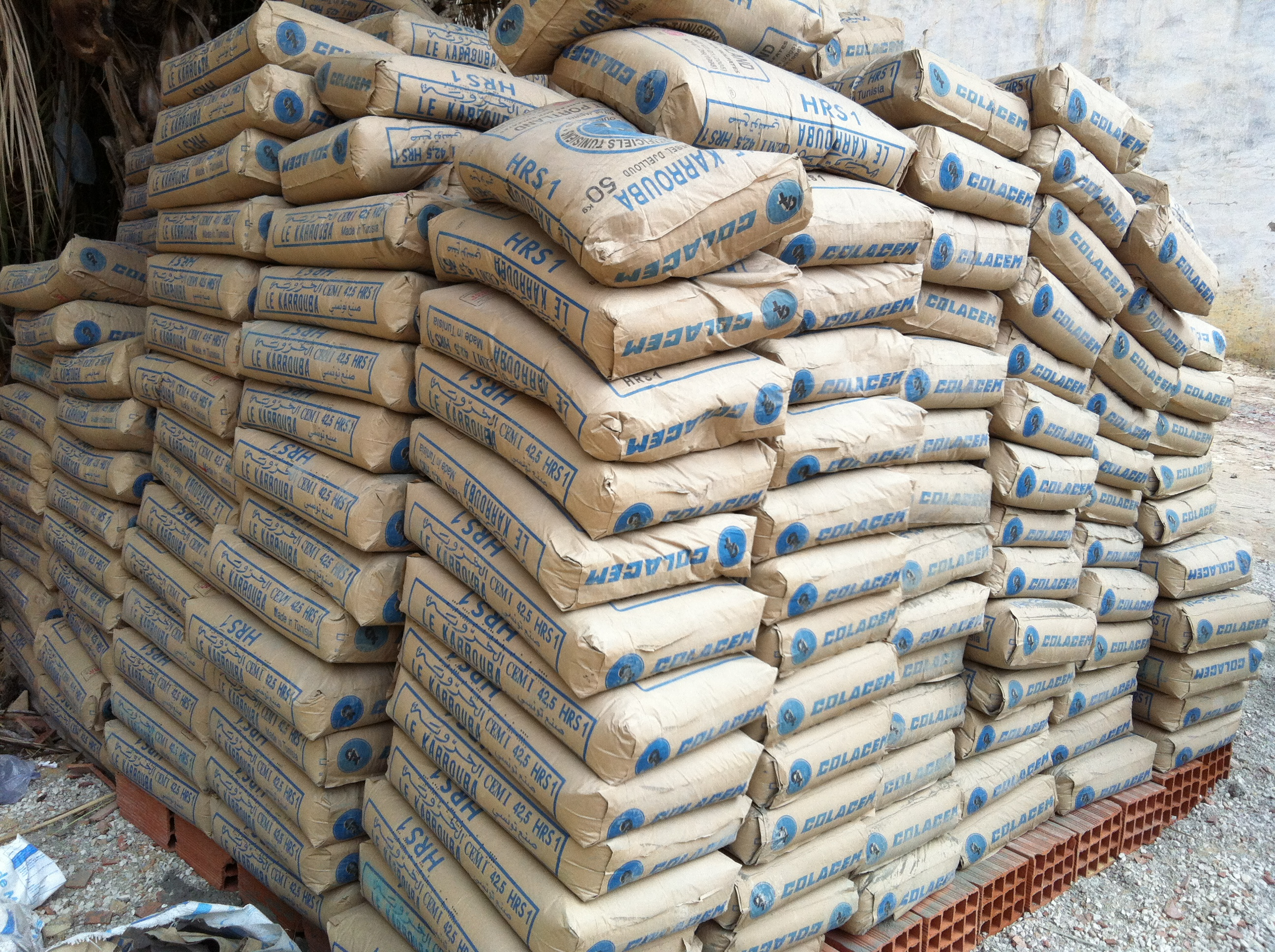
Традиційна упаковка цементу для зберігання і перевезення

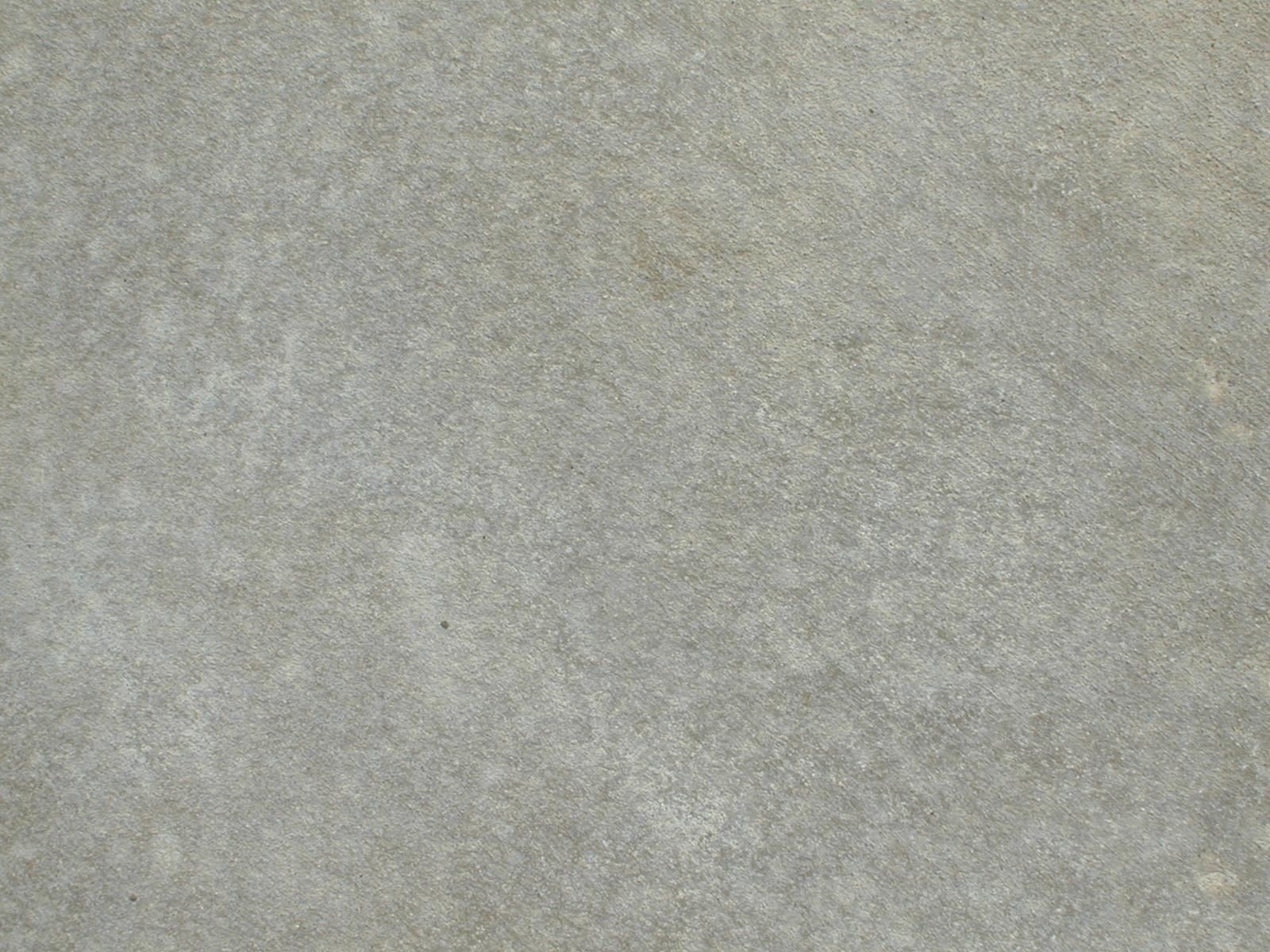
Структура цементу

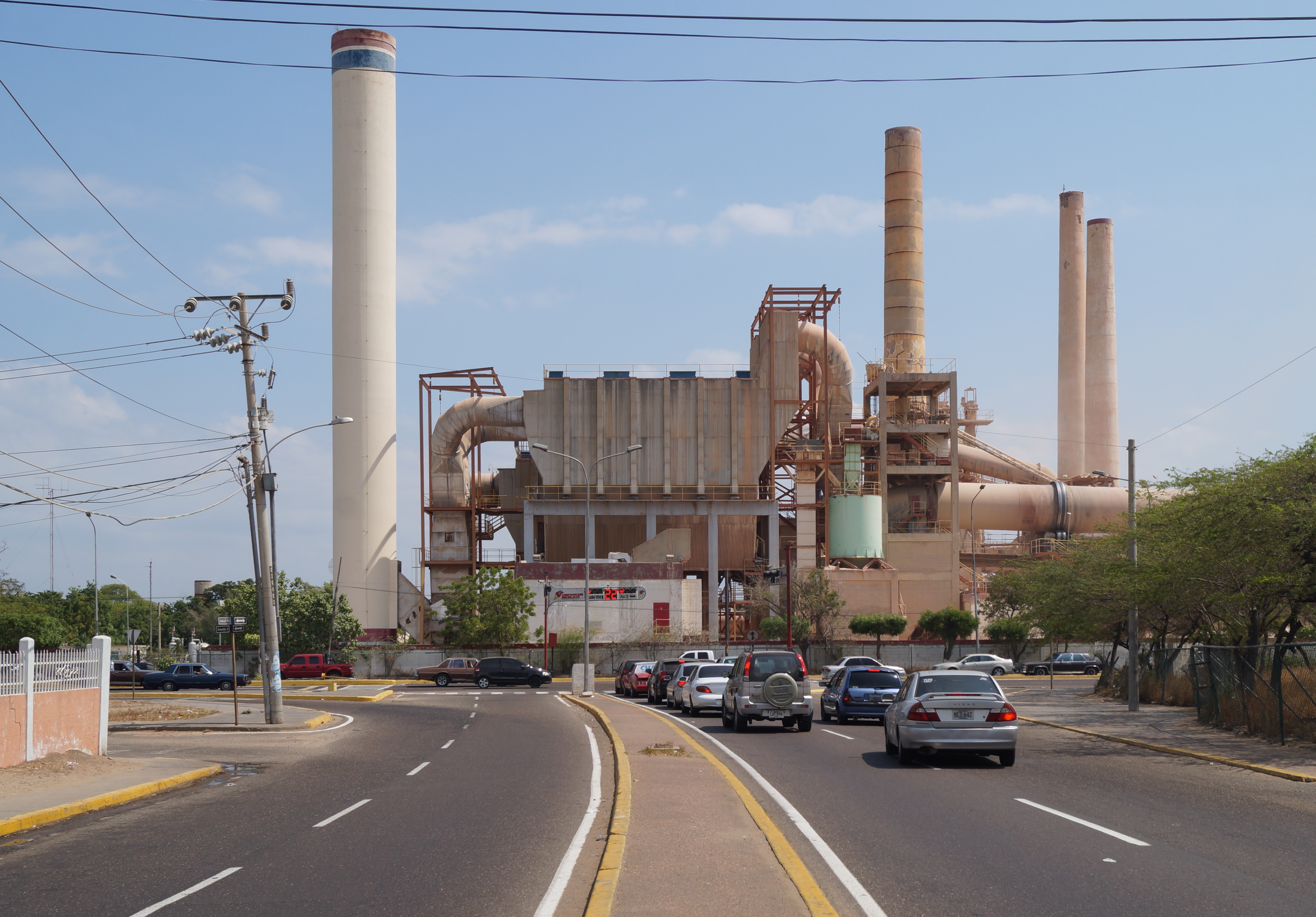
Цементний завод (Венесуела)

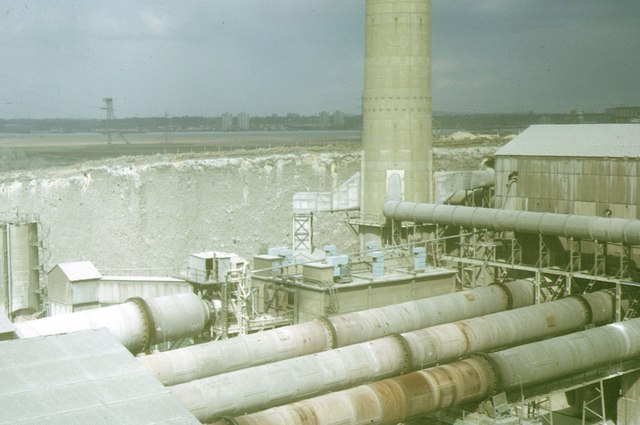
Обертові печі для випалювання цементного клінкеру при виробництві цементу

Цеме́нт (нім. Zement, від лат. caementum — «щебінь, битий камінь») чи джмур — загальна назва мінеральних в'яжучих порошкоподібних матеріалів, які після затворення їх водою, з рідкого або тістоподібного стану переходять у твердий каменеподібний стан при звичайній температурі і використовується для зв'язування з іншими матеріалами.

## Загальна характеристика
Цемент — мінеральна порошкоподібна речовина, будівельний матеріал, узагальнена назва штучних неорганічних в'яжучих речовин, переважно гідравлічних. Тонкоподрібнений порошок, який при змішуванні з водою або водними розчинами спершу тужавіє, а потім твердне, утворюючи разом з наповнювачами бетон. При цьому відбувається гідроліз алюмінату кальцію до гідроксиду кальцію та гідроксиду алюмінію, що реагуючи з силікатами кальцію, утворюють кристалічні алюмосилікати кальцію. Цемент одержують шляхом випалювання при високих температурах (900—1500оС) різноманітної сировини — ґіпсу, вапняку, глини, металургійного і паливного шлаків, золи, шламів.
До цементів відноситься велика група гідравлічних речовин, головною складовою частиною яких є силікати кальцію і алюмінати кальцію, які утворюються в результаті випалу до спікання сировинної суміші належного складу. До цементів належать: портландцемент, пуцоланові цементи, романцемент, шлакові цементи і ін.
Один з основних будівельних матеріалів, в'яжучий засіб при виготовленні бетону.

## Виробництво
У виробництві цементу використовують переважно легкоплавкі глини, аргіліти і глинисті сланці, що складають частину цементної шихти. Другою основною її складовою є карбонатні породи.
Сировиною для виробництва цементу служать вапняк і глина, які змішують у певному співвідношенні (75—80 % вапняку і 20— 25 % глини). Цій суміші близький за складом природний мергель (вапняно-глиниста порода). Цемент можна отримати трьома способами: мокрим, сухим та комбінованим. У випадку з мокрим способом, всі види сировини, після їх подрібнення дробленням, змішують, після цього піддають розмелюванню у водному середовищі в спеціальних кульових млинах. Отриманий шлам (густа суспензія), яка містить 35-40 % води, поступає у великі басейни, де старанно перемішується. Випалювання цементної суміші проводиться в обертовій печі у вигляді барабана з листової сталі завдовжки до 185 метрів, діаметром до 5 метрів. Всередині барабан викладений вогнетривким матеріалом. Шлам безперервно подається в піч. Противотоком рухаються розжарені гази, які утворюються при згорянні палива. Завдяки нахилу і повільному обертанні печі вихідна суміш переміщується на зустріч полум'ю. При випалі висхідної суміші карбонат кальцію розкладається на оксид кальцію і вуглекислий газ. Проходить і процес розкладу глини. Оксид кальцію при температурі 1500 °C вступає у взаємодію із складовими частинами глини з утворенням силікатів, алюмосилікатів, алюмінатів кальцію і ін. продуктів. Продукт випалу — клінкер — після випалу дроблять, подрібнюють разом з гіпсом у спеціальних циліндричних кульових млинах наповнених сталевими кулями. Так отримують порошок, який називають цементом.
При виробництві цементу сухим способом, подрібнену сировину (мергель) випалюють до спікання при температурі близько 1450 °C. Випалювання проводять у спеціальних циліндричних печах, викладених всередині вогнетривким матеріалом. Цементні печі досягають у довжину 185 м і мають внутрішній діаметр до 5 м. Печі встановлюють дещо нахиленими. Шихту завантажують у верхній кінець печі. Піч повільно обертається, і завантажений матеріал, пересипаючись, рухається до нижнього кінця, назустріч розжареним газам — продуктам горіння палива (розпиленого вугілля або горючих газів).
При обпаленні в цементному матеріалі послідовно відбуваються такі головні хімічні перетворення. При 100—120°С випаровується волога. При 500 °C вигоряють органічні домішки. При 800—1000°С розкладається вапняк:
- CaCO3 = CaO + CO2 ↑

При 1000—1300°С оксид кальцію взаємодіє з діоксидом силіцію SiO2 і Al2O3 з глини з утворенням силікатів і алюмінатів кальцію:
- 3CaO + SiO2 = 3CaO • SiO2 (Ca3SiO5)
- 2CaO + SiO2 = 2CaO • SiO2 (Ca2SiO4)
- 3CaO + Al2O3 = 3CaO • Al2O3 (Ca3(AlO3)2)

При 1300—1450°С відбувається спікання утворених силікатів і алюмінатів кальцію.
Шматки спеклої цементної маси, яку називають клінкером, вивантажують з нижнього кінця печі і після охолодження розмелюють, внаслідок чого утворюється сіро-зелений порошок, який і називають цементом.
Склад цементу виражають звичайно процентним вмістом CaO, SiO2, Al2O3 і Fe2O3. До складу цементу як домішки входять і інші речовини. Звичайний, або так званий силікатний, цемент містить: CaO (60—67 %); SiO2 (17—25 %); Al2O3 (3—8 %); Fe2O3 (0,3-6 %).

## Типи та марки цементу
Приклад позначення:
ПЦ II/А-Ш-400 ,
де
- ПЦ портландцемент
- II тип
- А підтип з відсотковим складом добавок 6-20 %
- Ш добавка шлак
- 400 міцність кг/см2

### За типом
І — Портландцемент (ПЦ I)
II — Портландцемент з добавками (ПЦ II / А-Ш, ПЦ II / Б-Ш, ПЦ II-П, ПЦ II-З, ПЦ II-В, ПЦІІ / А-К, ПЦІІ / Б-К)

мінеральні добавки
(Ш- шлак, П — пуцолан, З — зола виносу, В — вапняк, К — композиція мінеральних добавок)
- Підтип А — відсотковий склад добавок від 6 % до 20 %,
- Підтип В — процентний склад добавок від 21 % до 35 %

III — Шлакопортландцемент (ШПЦ III / А, ШПЦ III / Б)
- Підтип А — процентний склад клінкеру від 35 % до 64 %,
- Підтип В — процентний склад клінкеру від 20 % до 34 %

IV — Сульфатостійкий цемент (ПЦЦ IV / А, ПЦЦ IV / Б)
- Підтип А — відсотковий склад добавок від 21 % до 35 %,
- Підтип В — процентний склад добавок від 36 % до 55 %

V — Композиційній цемент (КЦ V / А, КЦ V / Б)
- Підтип А — процентний склад клінкеру від 40 % до 64 %,
- Підтип В — процентний склад клінкеру від 20 % до 39 %

#### Класифікація тампонажних цементів за стандартом американського нафтового інституту (АРІ):
Class A – будівельний або звичайний цемент для використання при цементуванні свердловин до глибини 6000 футів (1830 м);
Class B – для використання від поверхні до глибини 6000 футів (1830 м) для умов, що потребують від середньої до високої сульфатостійкості;
Class C – для використання від поверхні до глибини 6000 футів (1830 м) для умов, які потребують раннього набору високої міцності;
Class D – для використання на глибині від 10 000 до 14 000 футів (3050–4270 м) в умовах від середнього до високого тиску та температури;
Class E – для використання на глибині від 10 000 до 14 000 футів (3050–4270 м) в умовах високої температури і тиску;
Class F – для використання на глибині від 10 000 до 16 000 футів (3050–4880 м) в умовах надзвичайно високих температур і тиску;
Class G – для використання від поверхні до глибини 8000 футів (2440 м); може бути модифікований добавками для використання в широкому діапазоні тисків і температур на глибинах свердловин;
Class H – подібний за формою та застосуванням до класу G, але має більш грубий помел.

## Застосування

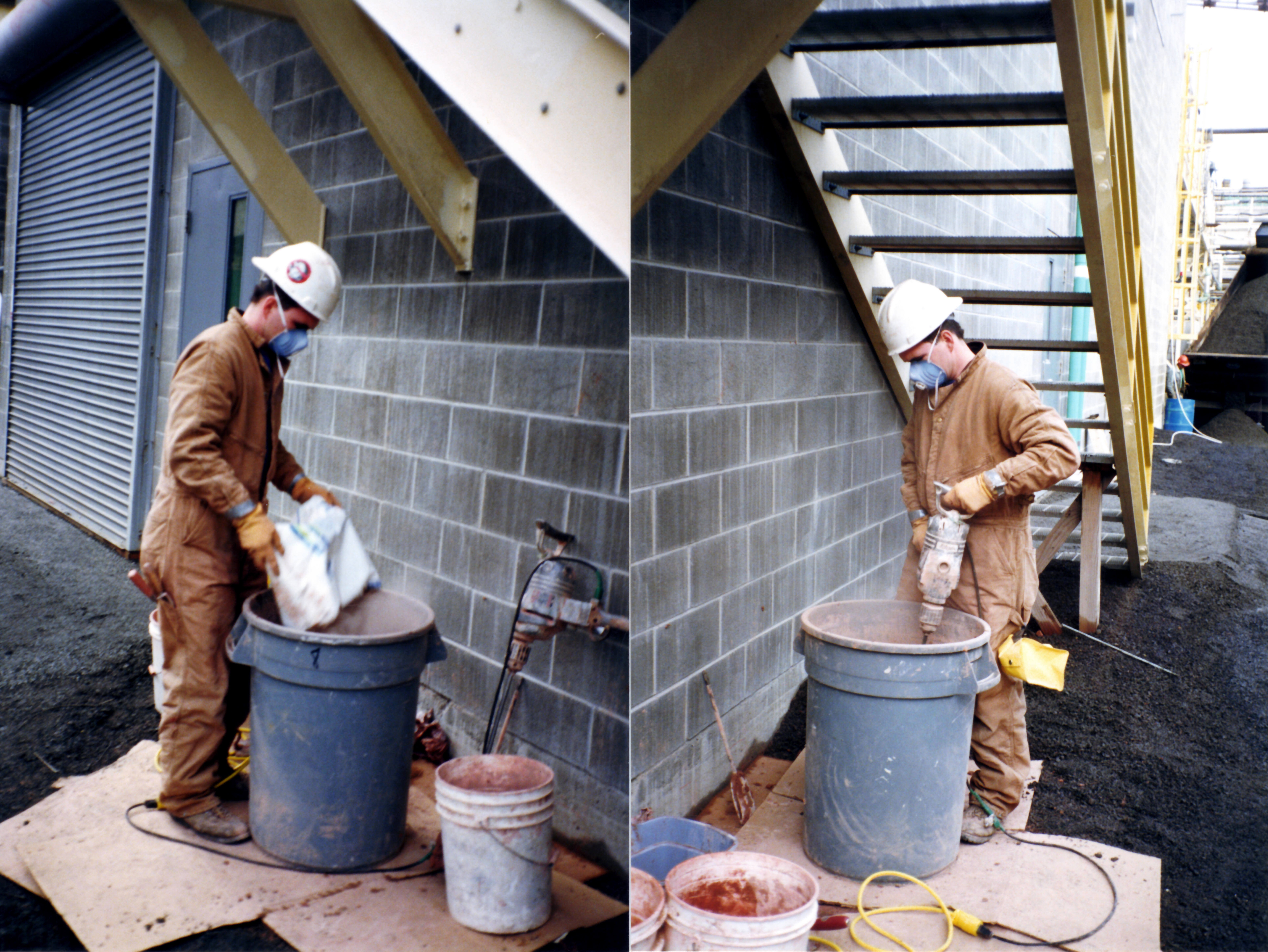
Замішування цементу

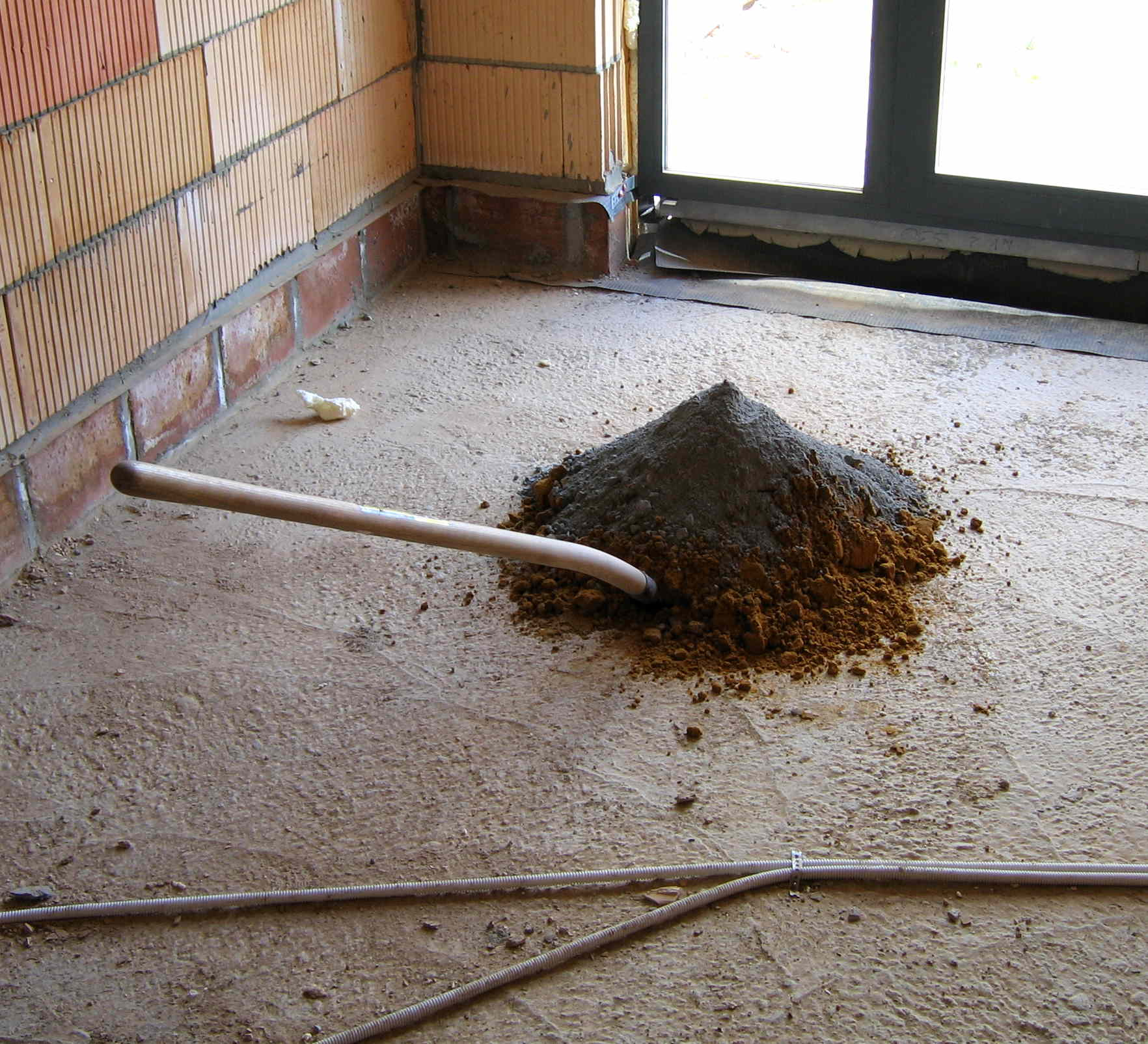
Ручне приготування пісково-цементної суміші. Знизу — пісок, зверху — цемент.

Цемент звичайно використовують у суміші з піском. На одну частину маси цементу беруть 3—5 частин піску. З такої суміші разом з водою виготовляють напіврідку тістоподібну масу, яку називають цементним розчином. Цементний розчин через деякий час тужавіє, а потім твердне в каменеподібну речовину. Твердіння цементного розчину при звичайній температурі продовжується майже місяць. Обумовлюється це явище складними хімічними реакціями, головніші з яких можна зобразити такими рівняннями:
- Ca3SiO5 + 5H2O = Ca2SiO4 • 4H2O + Ca(OH)2
- Ca2SiO4 + 4H2O = Ca2SiO4 • 4Н2О
- Ca3(AlO3)2 + 6H2O = Ca3(AlO3)2 • 6Н2О

Таким чином проходить процес так званого затворення цементу водою з утворенням штучного каменеподібного матеріалу — цементного каменю.
Змішування цементного розчину з гравієм і щебенем дає бетон. Якщо бетоном наповнити залізний каркас (залізні стержні, дріт тощо), то тоді його називають залізобетоном. Цемент (бетон) дуже міцно зв'язується з залізом і має однаковий з ним коефіцієнт теплового розширення, при цьому бетон має високий опір до стиснення, а металоконструкція — до розтягу. Бетон і залізобетон мають дуже високу твердість і механічну міцність. їх широко використовують при будівництві гідроелектростанцій, мостів, каналів, заводських корпусів і в житловому будівництві.

## Історія виготовлення і застосування
Див. також Давньоримський цемент
Технології виготовлення цементу були відомі у стародавньому Єгипті і Римі. Окремі дослідники вважають, що єгипетські піраміди могли бути побудовані з бетонних блоків, на основі гіпотези, що серед кам'яних брил пірамід було знайдено волосину. До складу цементу у римлян входило вапно та магматичні гірські породи.

## Цікаві факти
- У Стародавній Індії для скріплення каменів при будівлях каменярі використовували вапно, розмішане соком цукрової тростини, що і надавало вікову міцність старовинним баштам і храмам[3].

- Вітрувій та Пліній Старший вважали, що найкращий цемент виготовляли із попелу, взятого з регіону Неаполітанської затоки, особливо з ділянок поблизу одного з приморських міст, сучасного Поццуолі. Такий вулканічний попіл має спеціальну назву — пуцолан.[2]